# アヤコノ
アヤコノ（ayaconno、本名：番匠 彩音、2004年7月8日 - ）は、日本のベーシスト。名前の由来は「アヤネノコノテーション」。

## 来歴

### 大阪時代（ - 2021年3月）
大阪府枚方市出身。2歳の頃エレクトーンを始める。2014年「ジュニアエレクトーンフェスティバル」、2017年「ヤマハエレクトーンコンクール」にてファイナリストに選出されている。中学入学後まもなく不登校となり、気分転換のためにドラムを習うために音楽教室に行ったところ、ベース・ギターに初めて触れた。14歳の誕生日にベースを買ってもらったことから、ベースの練習を始めた。2020年3月、活動していたバンドの脱退を機にTwitter上で「弾いてみた動画」の投稿を開始した。Vulfpeckの「Dean Town」投稿時にJoe Dart本人からのリアクションがあるなど話題となる。
抜毛症を公表しており、対策としてかぶるようになった帽子がトレードマークになっている。

### 上京（2021年3月 - ）
2021年5月14日より、NHK Eテレの子供向け音楽教育番組『ムジカ・ピッコリーノ』シーズン9にスピカ役でレギュラー出演。
2021年8月21日、「ムジカ・ピッコリーノ アルカ号の仲間たち」の一員として、新潟県湯沢町の苗場スキー場で行われた「FUJI ROCK FESTIVAL'21」に出演。
2021年8月24日、「東京2020パラリンピック」開会式に出演。布袋寅泰、田川ヒロアキ、川崎昭仁とロックバンド共演。自身のツイッターで出演後のオフショットを公開したことも話題に。
2021年11月11日[ベースの日]、亀田誠治がナビゲーターを務める「Love Bass Expo 2021」に出演。
2022年1月8日より、名曲が生まれ変わるバンドセッションYouTubeチャンネル『AFTER HOURS』にベーシストとして参加。ギタリストにはロック・バンド なきごとの岡田安未、ドラマーにはSONORアーティストのかねこなつきがそれぞれ参加。
2022年4月8日より、『ムジカ・ピッコリーノ』シーズン10にも引き続きスピカ役でレギュラー出演。
2022年7月3日より、シンガーソングライター/コンポーザー ましのみと日曜のお昼にホッとする”おじや”みたいなPodcast番組『Kamaklan Ojiya』を開始。
2023年3月8日、アヤコノ（ベースボーカル）、ましのみ（ギターボーカル ）、詩音（ドラム）で、スリーピースバンド『WOLVEs GROOVY』を結成。1st EP『WOLVEs1』を配信リリース。
2023年8月10日、全国の楽器店員がお薦めする今年の楽器、楽器店員とお客様が選ぶ今年のプレイヤーを決定する楽器店大賞2023、全国の楽器店員による投票にてベーシスト部門にノミネート。
2025年3月より、『NOMELON NOLEMON』のサポートバンドメンバーを務める。

## 使用楽器

### ベース
- Sago Stem-Ove4 アヤコノ Custom[20]
愛犬ヒカルの白と黒とグレーがミックスした毛並みを再現したカスタムモデル。シグネイチャーモデルとして発売もされている[21]。
- YAMAHA BBP35 [22]
- YAMAHA BBP34
ロック以外の録音では使うことが多い[23]。
- YAMAHA BB434
アヤコノが初めて買ったベース。レッスンの先生にセレクトしてもらった[24]。
- Key pilina UKB-500FL F-Hole Black フレットレス仕様
ミュージックランドKEYのオリジナルブランドのウクレレベース。

### エレクトーン
- YAMAHA STAGEA

## 出演

### TV
- ムジカ・ピッコリーノ シーズン9（2021年5月14日 - 2021年8月13日、Eテレ） - スピカ役[3]
- ミュージックステーション（2021年5月21日、テレビ朝日系）
- ムジカ・ピッコリーノ ライブ in フジロック（2022年2月26日、Eテレ）[25]
- ムジカ・ピッコリーノ シーズン10（2022年4月8日 - 2022年8月19日、Eテレ） - スピカ役
- 未来の主役 地球の子どもたち 2022年スペシャル（2022年5月5日、テレビ東京系列）[26]

### ラジオ
- ガキパラ～NEXT STAGE～（2024年2月13日、文化放送）[27][22]

### イベント
- 野外ロックフェスティバル「水都音楽祭2019」(2019年9月1日、淀川河川公園枚方地区）[3]
- High Mountain Vol.3 -Sago New Material Guitars Clinic- feat. アヤコノ（2021年4月18日、ベースハウスイケベ池袋）[28]
- FUJI ROCK FESTIVAL'21（2021年8月21日、苗場スキー場）[29][8]
- 東京2020パラリンピック開会式（2021年8月24日、国立競技場）[10][9]
- Love Bass Expo 2021（2021年11月11日[ベースの日]、KIWA 寺田倉庫 Warehouse TERRADA）[12][13]
- 第3回那賀町だヨ！全員集合（2021年12月12日、徳島県那賀町）[30]
- 滋慶学園グループ文化教養系13校（大阪・京都・神戸）入学式（2022年4月21日、大阪城ホール）[31]
- AFTER HOURS Dr かねこなつき＆ Ba アヤコノ リズム隊ミニライブ&トークショー（2023年6月3日、大阪市立青少年センター）[32]
- アヤコノが教える ベースボーカルセミナー（2023年8月26日、MIKI BASS SIDE）[33]
- 野外ロックフェスティバル「水都音楽祭2023」(2023年9月17日、淀川河川公園枚方地区)[34]
- 東京楽器博2023『BARKS×ベースの日スペシャルトーク「私がベーシストになったわけ」』（2023年11月11日、科学技術館）[35][36][37]
- ヤマハ音楽教室 70周年記念ミニライブ（2023年11月19日、ヤマハ銀座店）[38]
- 「ヨネダにラブ・ソングを…」公開収録&SPライブ～2024 卒業 新橋より愛と誠を込めて～（2024年2月18日、ジールシアター東京）[39][40]
- この音をもっと自在に出せるようになりたい！アヤコノ トーク＆ミニライブ（2024年2月23日、ヤマハミュージック名古屋店）[41]

### 楽曲参加
- ざきのすけ。「オレンジ」（2023年10月27日発売）【Electric Bass】[42]
- UNCHAIN「Bloom」（2023年11月1日配信開始）【コーラス】[43][44]
- 「ムジカ・ピッコリーノ 飛べ!アルカ号」（2024年3月20日発売）[45][46]

### 雑誌
- ジャズ＆音楽情報マガジン「The Walker's」 2021 Vol.65 今注目の女性ベーシスト!
- ベース・マガジン2021年8月号（Summer）[My Dear Bass]
- 月刊エレクトーン2021年10月号[新時代ステージで活躍中のアーティスト]
- 月刊YMMプレイヤー2021年10月号別冊『Player SPECIAL 魅惑のMuseたち -Summer Issue-』
- 月刊YMMプレイヤー2021年12月号  [INTERVIEW]
- ヤマハムックシリーズ205 Go!Go!GUITAR presents Go!Go!BASS [注目の女性ベーシストファイル]

### WEBメディア
- 「普通でなくていい　人気の高校生ベーシストが語る「不登校の自分」の受け入れ方」高校生新聞ONLINE【ネットで注目の高校生】（2021年2月19日、株式会社スクールパートナーズ）[4]
- 「肩書にとらわれず、人と接することができる人はカッコいい」ミュージシャンが語る生き方の美学｢かっこいい｣とは何か【Special Guest No.2】（2021年8月、J:COM×洋服の青山）[47]
- 「BASSIST FILE-アヤコノ」ベーマガWeb【BASSIST FILES】（2022年2月10日、株式会社リットーミュージック）[23]
- 「Fender Made in Japan Junior Collection Jazz Bass × アヤコノ」デジマート・マガジン（2022年5月16日、株式会社リットーミュージック）[48]
- 「アヤコノ＆井上が行く！ エレクトーン探検隊 in 浜松」エレクトーンステーション（2022年5月23日、ヤマハ株式会社）[49]
- 「#13 ヨネダにラブ・ソングを…」映像配信サービスLemino（2023年7月11日-、NTT DOCOMO）[50]
- 「#51,#52 ヨネダにラブ・ソングを…」映像配信サービスLemino（2024年4月2日-、NTT DOCOMO）[51]

### Podcast番組
- 「Kamaklan Ojiya」（2022年7月3日-2023年5月14日）

### モデル
- スナネコ×クリエーター・アーティスト公式コラボグッズ【那須どうぶつ王国・株式会社モルグミュージック・特定非営利活動法人エコロジーオンライン】（2022年2月22日） [52][53]